# 愛爾蘭國務委員會
國務委員會（英語：Council of State），是愛爾蘭共和國的一個政府組織，目的是在愛爾蘭總統使用其酌情權或保留權力前給予忠告，也會在必要時代替總統執行職務。

## 組成人員
愛爾蘭國務委員會由以下的人士組成：

### 官守成員
- 總理 (現由米高·馬田擔任)
- 副總理 (現由利奧·瓦拉德卡擔任)
- 爱尔兰众议院议长 (現由蕭恩·奧法瑞爾（英语：Seán Ó Fearghaíl）擔任)
- 爱尔兰参议院议长 (現由馬克·戴利（英语：Mark Daly (politician)）擔任)
- 愛爾蘭首席法官 (現由法蘭·克拉克（英语：Frank Clarke (judge)）擔任)
- 愛爾蘭上訴法院主席 (現由喬治·伯明翰（英语：George Birmingham）擔任)
- 愛爾蘭高等法院主席 (現由瑪麗·歐文（英语：Mary Irvine）擔任)
- 愛爾蘭律政司 (現由保羅·加拉格（英语：Paul Gallagher (barrister)）擔任)

### 前官員
- 前愛爾蘭總統
  - 瑪麗·羅賓遜
  - 瑪麗·麥卡利斯
- 前愛爾蘭總理
  - 約翰·布魯頓
  - 伯蒂·埃亨
  - 布賴恩·考恩
  - 恩達·肯尼
  - 利奧·瓦拉德卡
- 前愛爾蘭最高法院首席大法官
  - 羅蘭·堅 (Ronan Keane)
  - 約翰·萊奧納·美利（英语：John L. Murray） (John Loyola Murray)
  - 蘇珊·德納姆 (Susan Denham)
- 前愛爾蘭自由邦行政會議主席
  - 永久懸空。最後一名自由邦行政會議主席已於1975年去世。

### 總統委任
- 卡拉·奧古斯滕伯格 (Cara Augustenborg)，愛爾蘭國立大學都柏林大學分校環境政策院士[1]
- 西尼德·伯克 (Sinéad Burke)，殘障權益運動人士[1]
- 辛蒂·喬伊斯 (Sindy Joyce)，愛爾蘭流浪者權益運動人士，愛爾蘭第一位擁有哲學博士學位的漂泊民[2]
- 莫里斯·馬龍 (Maurice Malone)，伯明翰愛爾蘭人協會執行長[1]
- 莊士敦·麥馬士達 (Johnston McMaster)，循道宗牧師，都柏林聖三一大學助理教授[1]
- 瑪麗·梅菲 (Mary Murphy)，愛爾蘭國立大學梅努斯大學分校社會學和社會科學高級講師[3]
- 蕭恩·奧庫隆 (Seán Ó Cuirreáin)，前愛爾蘭廣播電視愛爾蘭語電台 (RTÉ Raidió na Gaeltachta) 副台長，前愛爾蘭語專員[3]

## 會議
- 愛爾蘭國務委員會2004年會議